# جين سبرينغر
جين سبرينغر (بالإنجليزية: Jane Springer)‏ هي كاتِبة وشاعرة أمريكية، ولدت في 31 ديسمبر 1969.